# 三民路 (武汉市)
三民路，在1968至1972年間改作人民一路，是中国湖北省武汉市江漢區汉口老城区的一条街道，道路西侧（单数门牌）属于满春街道，道路东侧（双数门牌）属于民权街道，从汉口中部前進一路中山路口向南，至民族路、民權路、長堤街交叉口孙中山铜像（銅人像）處爲止，总长286米，宽30米。是前往漢口中心中山大道六渡橋的咽喉道路。

## 歷史

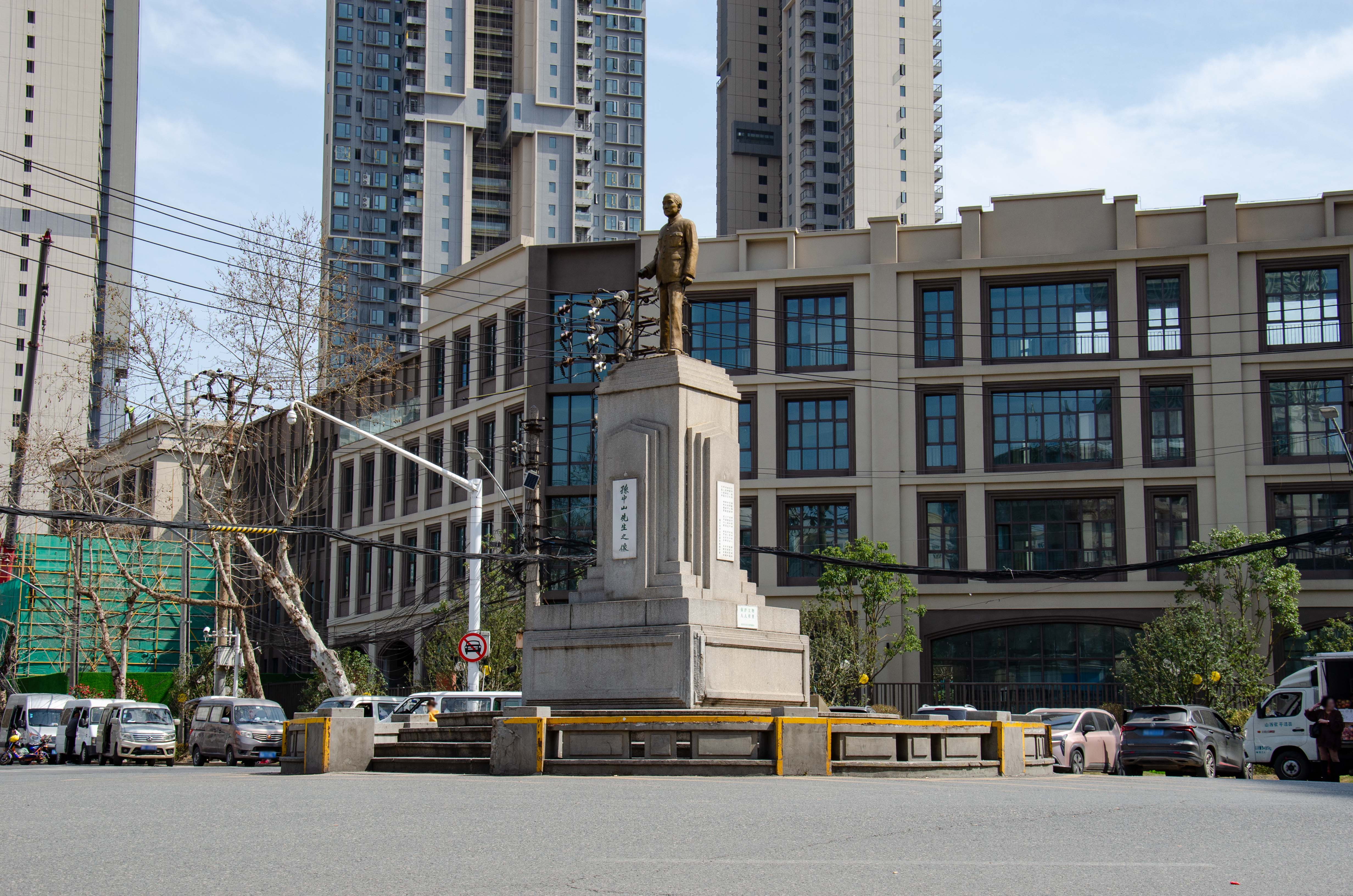
六渡桥磨盘上的孙中山铜像，左右两侧分别为民权路与民族路（2024年）

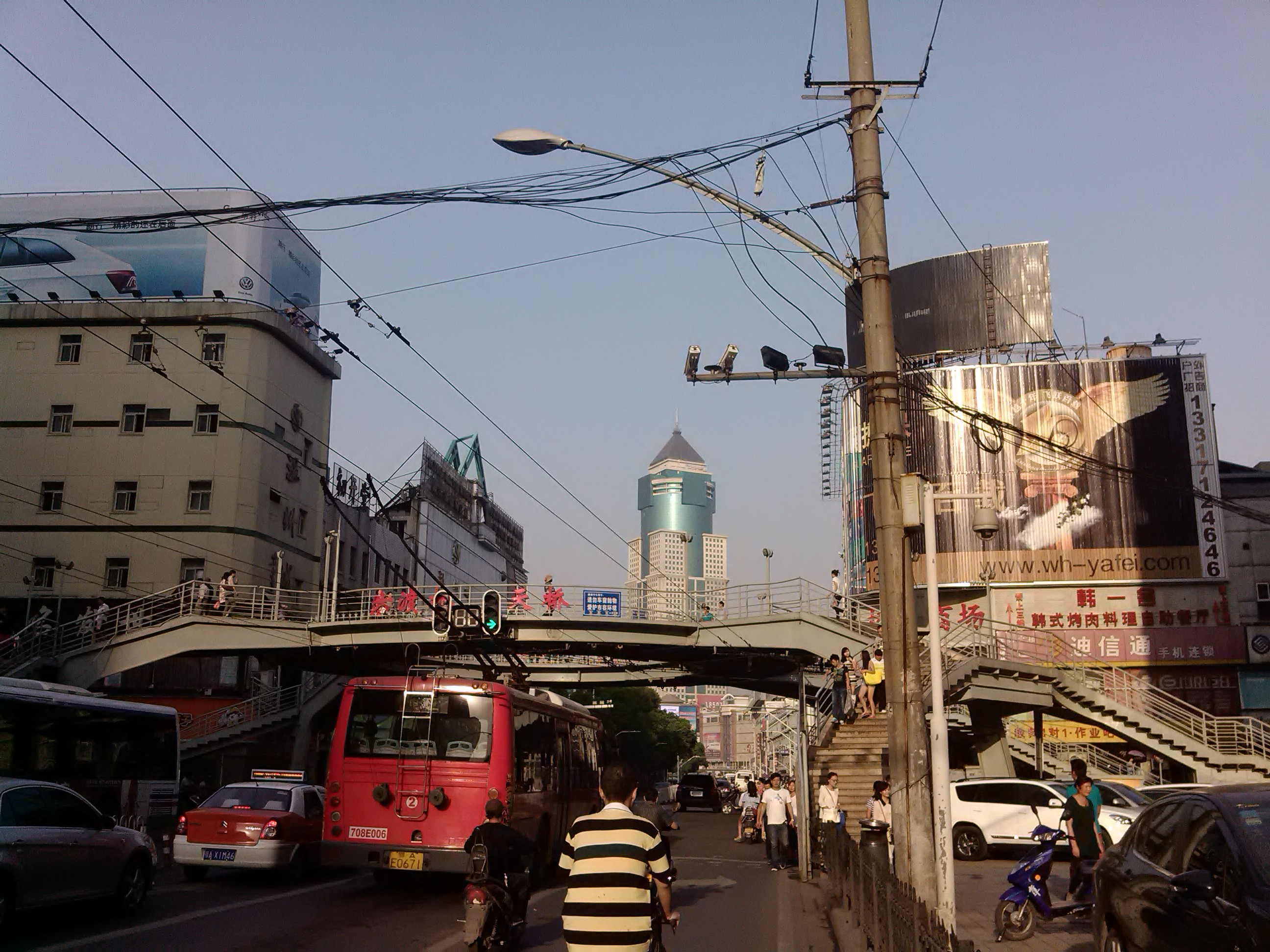
拆除前的六渡桥天桥（2013年）

民國15年（1926年），國民革命軍北伐攻下武漢三鎮，并於次年即民國16年（1927年）合并三鎮爲武漢市，並定都於此。隨後國民政府在武漢開展了一系列的市政規劃，国民政府先后制订《武汉特别市建设规划》和《汉口都市计划》，而此時漢口除漢口租界道路外并無現代的城市道路。
1920年代末至1930年代初，國民政府在漢口開展了大規模的市政建設。至民国18年（1929年）10月，漢口第一條現代化城市道路民生路完工，至次年（1930年）10月，餘下的現代化城市道路民權、民族、三民路相繼建成，皆是武漢特別市政府爲紀念孙中山及其所倡導的三民主義而命名。其中，為了修建三民路，在民權路與民族路之間開闢了一座環島，漢口人稱之“六渡橋磨盤”。
三民路建成后，与民權、民族、民生三条马路构成了汉口华界的交通干道网络。民国22年（1933年）6月1日，在三民、民族、民权路路口環島上的孙中山铜像完工揭幕。
民国27年（1938年）秋，武汉三镇被日军占领，此后日军在汉口划分了“安全区”、“难民区”等。三民路附近便是难民集中之处，日军在街道上设置了铁丝网。
民国34年（1945年）抗战胜利后，湖北省方面又对武汉市街展开了新一轮规划。其中将三民路的宽度拓为30米。
中华人民共和国建国后，依然保留了街道“三民路”的名称。1958年9月20日，在汉口三民路与武昌间走行的1路电车开始运营，这是武汉第一条无轨电车线路。1968年，道路改名为人民一路，1972年改回旧名至今。
1985年10月5日，三民路中山大道路口修建了一座人行天桥，定名“六渡桥人行天桥”。1992年，江汉区集资30万元人民币维修装饰以维护街道的历史风貌。1999年又对六渡桥天桥增加了装饰。2014年因兴建武汉轨道交通6号线六渡桥站，六渡桥天桥拆除。

## 发展及影响
在武汉特别市决定修建三民路的消息传出后，大小商业纷至道路两旁开办，此后三民路迅速成为了汉口的闹市中心之一。另外，道路周边在建成初期是早年漢口地帶布匹店較爲集中的地區。
抗戰後期美軍轟炸武漢致使街邊布匹店歇業，布匹零售小販借此在三民路、民權路、民主路一帶擺攤，一時間成爲漢口唯一的露天布匹市場，這種情況直至抗戰勝利后國民政府爲了維持正常交通秩序，將小販集中遷移至統一街方才消失。
2000年后，三民路商圈以六渡桥天桥为中心，沿中山大道及前进一路发展，街市云集了商户数百家，其中大中商户十余家，附近还有清芬五金市场、铜人像灯具电料市场等大型市场，一时间是汉口老城区的繁华市街之一。曾有不少人依靠经商从此处致富，因此坊间有言“黄金扁担三民路，一担串起两圈圈。”

## 脚注
引用
1. 1 2 3 4 5 6 7  汉口民族路和三民路（2023年）
2. 1 2 3  武汉地名志（1990年），第251页
3. ↑  江漢區志（2007年），第946页
4. 1 2  江漢區志（2007年），第75页
5. ↑  江漢區志（2007年），第947页
6. 1 2 3 4  江漢區志（2007年），第54页
7. ↑  江漢區志（2007年），第953页
8. ↑  皇威輝く武漢三鎮之展望（1939年），第13页
9. ↑  江漢區志（2007年），第76页
10. ↑  方志讲堂集萃 第二辑（2021年）
11. ↑  武汉年鉴（1993年），第476页
12. ↑  武汉市志 城市建设志（1989年），第194页

注释
1. ↑  同书道路介绍页面称该路始建于1931年。[6]
2. ↑  “两圈圈”分别指铜人像所在的六渡桥磨盘以及桥型是一座圆圈的六渡桥天桥。